# Hyptis penaeoides
Hyptis penaeoides là một loài thực vật có hoa trong họ Hoa môi. Loài này được Taub. ex Ule mô tả khoa học đầu tiên năm 1894.